# Татенова, Битай
Битай Татенова (каз. Битай Тәтенова; 1924, аул Каратал, Талды-Курганский уезд, Джетысуйская губерния, Киргизская АССР, СССР — ?) — звеньевая колхоза «Енбекши» Кировского района Талды-Курганской области Казахской ССР, Герой Социалистического Труда (1950).

## Биография
Родилась в 1924 году в ауле Каратал Талды-Курганского уезда Джетысуйской губернии Киргизской АССР (ныне Коксуского района Алматинской области Казахстана). По национальности казашка.
В 1941 году стала работать рядовой колхозницей в местном колхозе «Енбекши» Кировского района Алма-Атинской (в 1944—1997 годах — Талды-Курганской) области Казахской ССР (ныне — Казахстан). В 1943 году стала главой свекловодческого звена, собравшего за тот год по 150 центнеров свёклы с гектара, а в 1947 году — по 500 центнеров с гектара. По итогам 1948 года звено получило по 772 центнера сахарной свёклы с 5 гектаров, и звеньевая была награждена орденом Ленина. В 1949 году урожай составил по 826 центнеров на участке в 5 гектаров и по 938 центнеров на участке в 3 гектара — рекордный для района урожай сахарной свёклы.
Указом Президиума Верховного Совета СССР от 23 июня 1950 года «за получение высоких урожаев сахарной свёклы в 1949 году» удостоена звания Героя Социалистического труда с вручением ордена Ленина и золотой медали «Серп и Молот».
Все члены её звена были награждены орденами и медалями.
С 1963 года трудилась заведующей складом в реорганизованном из колхоза совхозе «Энбекшинский», в следующем году стала старшим рабочим сада на участке Каратал. Жила в родном посёлке Каратал.
Лауреат Государственной премии СССР 1977 года за выдающиеся достижения в труде (за широкое использование результатов научных исследований и внедрение передового опыта в производство риса, кукурузы, гречихи, сахарной свёклы, льна, обеспечивших значительное повышение культуры земледелия, эффективное использование техники и рост на этой основе производства с/х продукции, и инициативу в развитии наставничества). 
Депутат Верховного Совета Казахской ССР 3-го созыва (1951—1955). Награждена 2 орденами Ленина (06.06.1949; 23.06.1950), орденом Октябрьской Революции (10.12.1973), медалями.